# Sipaneopsis maguirei
Sipaneopsis maguirei är en måreväxtart som beskrevs av Julian Alfred Steyermark. Sipaneopsis maguirei ingår i släktet Sipaneopsis och familjen måreväxter. Inga underarter finns listade i Catalogue of Life.